# Mariam Al Maadeed
Mariam Al Maadeed (en arabe : المعاضيد  , également écrit AlMa'adeed) est une universitaire qatarienne, professeure de physique et science des matériaux à l'université du Qatar.  

## Biographie
Mariam Al Maadeed obtient sa maîtrise et son doctorat en science des matériaux à l'université d'Alexandrie, en Égypte, en 2001. Alors qu'elle passe son doctorat, elle est déjà mère de trois enfants. La même année, elle devient directrice du Center for Advanced Materials (CAM) et fonde le programme de maîtrise en science et technologie des matériaux, à l'université du Qatar,. Elle est vice-présidente du département de recherche et études universitaires de cette université. La recherche d'Al Maadeed concerne le domaine de caractérisation et de la structure des polymères, des nanocomposites et des techniques de nanotechnologie. Elle publie plus de 200 articles, chapitres, ouvrages et publications de conférences,. Elle contribue à des conférences et intervient comme consultante auprès d'industriels, de ministres du gouvernement, des acteurs de la société. La Pre Al-Maadeed a représenté le Qatar au Global Innovation Summit (GIS) en 2019.  
En 2018, lors d'une intervention au collège de droit de l'université du Qatar, Al-Maadeed encourage les femmes à accéder à toutes les professions du droit. Lors de la troisième conférence internationale Média et Communication organisée par l'université en 2020, la professeure souligne l'importance de sensibiliser à la recherche scientifique les étudiants et chercheurs en journalisme.  

## Comités de rédaction
- Membre du comité du conseil de recherche, du comité de la qualité et de la gestion et du nouveau comité de réforme[11].
- Rédactrice en chef invitée :  International Journal of Polymer Science Surface Modification of Polymer Nano-composite Materials : Techniques, Characterization, and Applications, 2016[12].
- Rédactrice en chef de la rubrique Environnement & Durabilité de la revue Emergent Materials[13].

## Récompenses et honneurs
- Éducation, Science et Culture islamique (ISESCO), Prix en Science & Technologie, 2016[13].
- Prix de mentorat dans le Leadership Excellence for Women Awards (LEWA)[14],[15].
- AL-Bairaq - Sommet mondial de l'innovation pour l'éducation (WISE), 2015[16],[17].
- Prix d'excellence pour le plastique de la Gulf Petrochemicals & Chemicals Association (GPCA), 2014[11],[18].
- Prix d'État pour sa contribution inspirante pour la science, 2014[19],[20].
- Prix pour service exceptionnel au corps professoral. - Université du Qatar, 2013-2014[21].

## Brevets
- Composites polymères renforcés en plastique recyclé[22].
- Méthodes de production de graphène[23].

## Livres
- (en) Ponnamma, Deepalekshmi, Sadasivuni, Kishor Kumar, 1986-, Wan, Chaoying, et Thomas, Sabu, Flexible and stretchable electronic composites, Cham, Springer international publishing (ISBN 978-3-319-23663-6 et 3-319-23663-6, OCLC 925521778, lire en ligne)
- (en) Sadasivuni, Kishor Kumar., Biopolymer composites in electronics, Elsevier, 2016, ©2017, 544 p. (ISBN 978-0-08-100974-1 et 0-08-100974-7, OCLC 958455775, lire en ligne)
- (en) AlMaadeed, Mariam Ali, Polyolefin compounds and materials : fundamentals and industrial applications, Cham, Springer, 2016 (ISBN 978-3-319-25982-6 et 3-319-25982-2, OCLC 933587223, lire en ligne)